# Rolf Gestefeld
Rolf Gestefeld (* 1949) ist ein ehemaliger deutscher Verwaltungsrichter. Er war von 2000 bis 2014 Präsident des Hamburgischen Oberverwaltungsgerichts.

## Leben
Gestefeld legte 1976 die Erste Juristische Staatsprüfung in Hannover ab, nach der Promotion 1977 legte er 1978 die große juristische Staatsprüfung in Hamburg ab, beide Examen mit der Note "Gut". Gestefeld trat 1978 in den höheren Justizdienst der Freien und Hansestadt Hamburg ein. Nach einem kurzen Einsatz am Landgericht Hamburg und einer Abordnung an das Prüfungsamt des Hanseatischen Oberlandesgerichts wechselte er 1981 an das Verwaltungsgericht und von dort 1988 zum Oberverwaltungsgericht. Im Jahr 1993 wurde er Abteilungsleiter in der Justizbehörde und übernahm dort 1996 die Leitung des Strafvollzugsamtes, bevor er im September 2000 als Präsident zum Hamburgischen Oberverwaltungsgericht zurückkehrte.